# Thymichthys
Thymichthys es un género de peces que pertenece a la familia Brachionichthyidae, del orden Lophiiformes. Este género marino fue descrito por primera vez en 2009 por Peter R. Last y Daniel C. Gledhill.

## Especies
Especies reconocidas:
- Thymichthys politus J. Richardson, 1844
- Thymichthys verrucosus McCulloch & Waite, 1918

### Lectura recomendada
- Gibbons, S.0 Collect fish on stamps. Stanley Gibbons Ltd., London and Ringwood. 418 p. (Ref. 31522).
- Paxton, J.R., D.F. Hoese, G.R. Allen and J.E. Hanley0 Pisces. Petromyzontidae to Carangidae. Zoological Catalogue of Australia, Vol. 7. Australian Government Publishing Service, Canberra, 665 p. (Ref. 7300).
- Eschmeyer, W.N. (ed.)0 Catalog of fishes. Updated database version of March 2003. Catalog databases as made available to FishBase in March 2003. (Ref. 46206).
- Last, P. and D.C. Gledhill. 2009. A revision of the Australian handfishes (Lophiiformes: Brachionichthyidae), with descriptions of three new genera and nine new species. Zootaxa 2252:1-77.
- Chinese Academy of Fishery Sciences0 Chinese aquatic germplasm resources database (Ref. 58108).